# Modelo de Kübler-Ross
O modelo de Kübler-Ross (ou também modelo do sofrimento de Kübler-Ross) refere-se a cinco estágios discretos que constituem o processo de lidar com a perda, o luto e a tragédia. Segundo este modelo, pacientes com doenças terminais tendem a entrar em estado de autodepreciação e, como tal, precisam se apoiar em alguns conceitos de conscientização do seu estado.
O modelo foi proposto por Elisabeth Kübler-Ross, no seu livro On Death and Dying, publicado em 1969. Os estágios popularizaram-se e são conhecidos como  "os cinco estágios do luto" (ou "da dor da morte"  ou "da perspectiva da morte").
Kübler-Ross descreveu os estágios do processo por que passam os pacientes com doenças terminais, diante da perspectiva de morrer. Amigos e familiares em luto também pareciam passar por processo semelhante. Os cinco estágios do luto são popularmente conhecidos pelo acrônimo DABDA (em inglês: Denial, Anger, Bargaining, Depression, Acceptance; em português, negação, raiva, negociação, depressão e aceitação). Embora frequentemente referido e aceito na cultura popular e na mídia, os críticos do modelo afirmam que não existem provas empíricas da existência desses estágios e consideram que o modelo não ajuda a explicar o processo de luto.

## Enumeração dos estágios
Os estágios são:
1. Negação: "Isto não pode estar a acontecer."
2. Raiva: "Por que eu? Não é justo."
3. Negociação: "Deixe-me viver apenas até ver os meus filhos crescerem."
4. Depressão: "Estou tão triste. Por que devo me preocupar com qualquer coisa?"
5. Aceitação: "Vai tudo ficar bem.", "Eu não consigo lutar contra isto, é melhor preparar-me."

## Aplicabilidade
Kübler-Ross originalmente aplicou esses estágios a qualquer forma de perda pessoal catastrófica, desde a morte de um ente querido até o divórcio. Também alega que os estágios nem sempre ocorrem nessa ordem e nem todos são experimentados por todos os pacientes, mas afirmou que qualquer pessoa sempre experimentará pelo menos dois.
Outros notaram que qualquer mudança pessoal significativa pode levar a esses estágios. Por exemplo, advogados criminalistas de defesa experientes estão cientes de que réus que estão enfrentando a possibilidade de punições severas, com pouca possibilidade de evitá-las, frequentemente experimentam esses estágios, sendo desejável que atinjam o estágio de aceitação antes de se declararem culpados.
Kübler-Ross identificou estágios adicionais de resposta emocional, além dos cinco estágios amplamente reconhecidos do luto, ilustrados em um gráfico de página inteira na página 251 da edição do 50º aniversário de On Death and Dying. Junto com os estágios bem conhecidos de negação, raiva, negociação, depressão e aceitação, Kübler-Ross detalhou outros  estágios  como choque, negação parcial, luto preparatório (também conhecido como luto antecipatório), esperança e decatexia, que se refere ao processo de retirada do investimento emocional de objetos ou relacionamentos externos. Ela também reconheceu outras respostas emocionais, incluindo culpa, ansiedade e entorpecimento.

## Críticas
As críticas ao modelo de cinco estágios do luto se concentram principalmente na falta de pesquisas e evidências empíricas que apoiem os estágios descritos por Kübler-Ross e, inversamente, no apoio empírico a outros modos de expressão do luto. Além disso, foi sugerido que o modelo de Kübler-Ross é produto de uma cultura específica em uma época específica e pode não ser aplicável a pessoas de outras culturas. Esses pontos de vista foram expressos por muitos especialistas, incluindo Robert J. Kastenbaum (1932-2013), reconhecido especialista em gerontologia, envelhecimento e morte. Em seus escritos, Kastenbaum levantou os seguintes pontos:
- A existência desses estágios como tais não foi demonstrada.
- Não foram apresentadas evidências de que as pessoas de fato passem do estágio 1 para o estágio 5.
- As limitações do método não foram reconhecidas.
- A linha é tênue entre descrição e prescrição.
- Os recursos, as pressões e as características do ambiente imediato, que podem fazer uma enorme diferença, não são levados em consideração.

Um estudo amplamente citado, de 2003, com pessoas enlutadas, conduzido por Maciejewski e colegas da Universidade Yale, obteve alguns resultados consistentes com a hipótese dos cinco estágios, mas outros foram inconsistentes. Várias cartas também foram publicadas, na mesma revista, criticando essa pesquisa e argumentando contra a ideia de "estágio". Foi apontado, por exemplo, que, em vez de a "aceitação" ser o estágio final do luto, os dados mostraram que, na verdade, este foi o item endossado com mais frequência no primeiro e em todos os outros momentos medidos;  que o viés cultural e geográfico na população da amostra não foi controlado; e que, do número total de participantes originalmente recrutados para o estudo, cerca de 40% foram excluídos da análise por não se enquadrarem no modelo de estágios.  Em trabalhos posteriores, Prigerson e Maciejewski concentraram-se na aceitação (emocional e cognitiva) e se afastaram dos "estágios", escrevendo que seus resultados anteriores "poderiam ser descritos com mais precisão como ‘estados’ de luto".
George Bonanno, professor de psicologia clínica da Universidade Columbia, em seu livro The Other Side of Sadness: What the New Science of Bereavement Tells Us About Life After a Loss, resume a pesquisa peer-reviewed baseada em milhares de indivíduos ao longo de duas décadas, concluindo que uma resiliência psicológica natural é o componente principal do luto,  e que não há estágios de luto a serem superados. O trabalho de Bonanno também demonstrou que a ausência de sintomas de luto ou trauma é um resultado saudável.
Entre os cientistas sociais, uma outra crítica é a falta de embasamento teórico. Os estágios surgiram de relatos e não de princípios teóricos subjacentes, implicando confusão conceitual. Por exemplo, algumas pessoas criticam o fato de alguns estágios representarem emoções, enquanto outros representam processos cognitivos, como se a experiência sentida devesse distinguir um do outro. Além disso, não há justificativa para as linhas divisórias arbitrárias entre os estados. Por outro lado, há outras perspectivas científicas com base teórica que representam melhor o curso da dor e do luto, tais como a abordagem de trajetórias de Bonanno, a teoria cognitiva do stress, a  abordagem de construção de sentido, modelo de transição psicossocial, o modelo de duas vias de luto, o modelo do processo dual de enfrentamento do luto e o modelo de tarefa. 
A aplicação do modelo pode ser prejudicial se levar as pessoas enlutadas a sentirem que não estão lidando adequadamente com a situação, tornando ineficaz o apoio da família, amigos e profissionais de saúde.  Os estágios foram originalmente planejados para serem descritivos, mas com o tempo se tornaram prescritivos. Assim, alguns cuidadores lidavam com clientes que ficavam angustiados por não vivenciarem os estágios na "ordem certa" ou por não vivenciarem um ou mais dos estágios do luto.
As críticas e a falta de apoio em pesquisas revisadas por pares ou em observação clínica objetiva por profissionais da área fizeram com que a existência de estágios do luto fosse considerada  "mito" ou "falácia" . No entanto, o uso do modelo persistiu na mídia de notícias e entretenimento, e alguns profissionais declararam sua confiança no modelo.
Kübler-Ross reconheceu a variabilidade e a complexidade das experiências individuais, usando os chamados "estágios" das respostas emocionais como uma estrutura para descrever padrões comuns. Ela definiu esses estágios como um dispositivo heurístico, sendo categorias artificialmente isoladas para maior clareza, com o entendimento de que as respostas emocionais são fluidas e se sobrepõem. Em seu livro, a autora adverte repetidamente que tais "estágios" podem se sobrepor, ocorrer simultaneamente ou nem ser percebidos, e ela até mesmo coloca o termo "estágios" entre aspas, na representação diagramática do livro, para enfatizar sua natureza preliminar ou conjectural.  O principal objetivo de On Death and Dying era reformular fundamentalmente as atitudes em relação às experiências dos pacientes que estão morrendo, defendendo uma abordagem mais humana e centrada no paciente, na prática médica e além dela, e não simplesmente definir a experiência de morrer em "estágios".